# Santo Marcianò
Santo Marcianò (* 10. dubna 1960 Reggio di Calabria) je italský římskokatolický duchovní a arcibiskup.

## Život
Narodil se 10. dubna 1960 v Reggio di Calabria.
Studoval ekonomii na Univerzitě v Messině. Následně vstoupil do Papežského římského většího semináře, kde na Papežské lateránské univerzitě získal bakalářský titul z teologie. Dne 9. dubna 1988 byl arcibiskupem Aureliem Sorrentinem vysvěcen na kněze. Stal se farním vikářem u Santa Maria del Divino Soccorso v rodném městě. Roku 1990 obdržel na Papežském ateneu svatého Anselma doktorát. O rok později byl ustanoven spirituálem kněžského semináře Pia XI., kde později působil jako rektor. V letech 2000–2006 byl ředitelem diecézního centra pro povolání.
Byl členem liturgické pastorační komise, předsedou kolegia auditorů a členem sboru poradců. Stal se také kanovníkem metropolitní kapituly, členem kněžské a pastorační rady.
Dne 6. května 2006 jej papež Benedikt XVI. jmenoval arcibiskupem Rossano-Cariati. Biskupské svěcení přijal 21. června z rukou arcibiskupa Vittoria Luigi Mondella a spolusvětiteli byli arcibiskupové Andrea Cassone a Salvatore Nunnari. Dne 10. října 2013 byl papežem Františkem ustanoven vojenským ordinářem Itálie. Tento úřad vykonával do 1. července 2025, kdy jej papež Lev XIV. přemístil do úřadu biskupa Frosinone-Veroli-Ferentino a Anagni-Alatri in persona episcopi s udělením titulu osobního arcibiskupa.